# Мембрански транспорт
Мембрански транспорт представља размену метерије између интрацелуларне и екстрацелуларне средине кроз ћелијску мембрану.

## Интрацелуларна и екстрацелуларна средина
Интрацелуларна средина представља унутрашњост ћелије односно простор испуњен цитоплазмом са органелама и једром. Екстрацелуларна средина је средина изван, односно између ћелија. Ове две средине раздвојене су ћелијском мембраном.
Постоје велике разлике у саставу ове две средине.
У екстрацелуларној средини је концентрација јона натријума, хлора, калцијума, бикарбоната, као и хранљивих материја (нпр. глукоза, масне киселине, кисеоник...) већа него у интрацелуларној, док је интрацелуларно концентрација јона калијума, фосфата, магнезијума и протеина знатно већа него екстрацелуларно. Ове разлике су од суштинског значаја за опстанак ћелије и многе физиолошке процесе ћелија као нпр. за мировни и акциони потенцијал.
Концентрације неких супстанци су представљене у следећој табели:
| наведене супстанце су већином у јонском стању | Екстрацелуларна средидна | Интрацелуларна средина |
| Натријум                                      | 142                      | 10                     |
| Калијум                                       | 4                        | 140                    |
| Калцијум                                      | 1.2                      | 0.00005                |
| Магнезијум                                    | 0.6                      | 29                     |
| Хлор                                          | 103                      | 4                      |
| Бикарбонат                                    | 28                       | 10                     |
| Фосфат                                        | 4                        | 75                     |
| Сулфат                                        | 1                        | 2                      |
| Глукоза                                       | 5                        | 0-1                    |
| Аминокиселине                                 | 30 mg/dl                 | 200 mg/dl              |
| масти                                         | 5 g/l                    | 20-950 g/l             |
| парцијални притисак кисеоника                 | 35 Hg                    | 20 Hg                  |
| pH вредност                                   | 7.4                      | 7.0                    |
| Протеини                                      | 5                        | 40                     |

## Структура ћелијске мембране
Ћелијска мембрана је изграђена као липидни двослој у који су уроњени разни протеини. Липиди (масти) су неполарна, липосолубилна једињења, која се не мешају ни са интрацелуларном, ни са екстрацелуларном течношћу. На тај начин они образују баријеру кроз коју не може проћи вода, нити молекули растворени у њој (хидросолубилни молекули и јони). Неке супстанце које су неполарне и липофилне могу проћи директно кроз ћелијску мембрану. Оне имају слична својства као масти и могу по принципу слично се у сличном раствара проћи несметано кроз ову мембрану. За огромну већину супстанци потребни су протеински носачи и јонски канали. Ову функцију обављају протеини ћелијске мембране. Неки протеини се протежу целом дебљином мембране, унутра су ”шупљи” и обично наелектрисани (како би привлачили и одбијали разне јоне) то су транспортни канали. Други се само једном страно налазе у мембрани док им је друга окренута ка интрацелуларној или екстрацелуларној течности. Овом страном они везују разне молекуле, а затим их пребацују на другу страну. То су протеини-носачи.

## Пасивни и активни транспорт
Транспорт молекула кроз ћелијску мембрану може се вршити пасивно (дифузија), без утрошка енергије и активно са утрошком енергије односно насупрот енергетском градијенту. Постоје бројне варијације оба система које ће касније бити описане.

### Дифузија кроз ћелијску мембрану
Сви молекули и јони у течности и гасовима су у сталном кретању. Такво кретање је хаотично. Молекули и јони се услед бројних међусобних сударања крећу са места веће на место мање концентрације. Овакво кретање се зове дифузија.
Дифузија кроз ћелијску мембрану се дели на просту и олакшану.

#### Проста дифузија
Код просте дифузије је довољна само кинетичка енергија молекула за њихов пролазак, а како су молекули у непрестаном кретању они пролазе спонтано кроз разне отворе и интермолекулске просторе на њој. Брзину овакве дифузије одређује количина (концентрација) супстанце, брзина кретања молекула, величина и број отвора на ћелијској мембрани.
Проста дифузија се одвија кроз:
- интерстицијалне просторе између молекула липида ако је супстанца неполарна (липосолубилна). Липосолубилност кисеоника, азота, угљен-диоксида и алкохола је врло велика, тако да ове супстанце пролазе кроз ћелијску мембрану ако да она и не постоји.
- протеинске канале, ако је супстанца поларна (хидросолубилна).

Поларне супстанце и супстанце које су растворљиве у води дифундују кроз протеинске канале. Најбитнија је дифузија воде кроз ове канале, која се одвија великом брзином. У једној секунди може протећи кроз ћелију запремина воде која је 100 пута већа од запремине целе ћелије. 
Протеински канали се још зову и водени канали.
Многи од ових канала поседују ”врата” која се могу отварати и затварати, а која регулишу проток кроз њих. Такође ови канали су полупропустљиви, само неке супстанце могу проћи.
Већина канала је специјализована за пренос само једне врсте јона (или групе сличних јона) тако нпр. кроз натријумске канале пролазе само јони натријума. Натријумски канали су мали 0.3-0.5 нанометара у пречнику и унутра су негативно наелектрисани (привлаче позитивне јоне натријума и издвајају их из хидратационе сфере).
Постоје и калијумски канали. Они су још мањег пречника 0.3-0.5 нанометра, али нису унутра наелектрисани. Натријумови јони су окружени молекулима воде-хидратациона сфера и како нема негативног наелектрисања да их извуче из ове сфере они не могу проћи. Калијумови јони су такође окружени молекулима воде, али је његова хидратациона сфера мања него код натријума, па могу проћи кроз ове каналиће.
Протеински канали поседују врата, која су у ствари делови протеина који се могу затварати и отварати преко канала.
Отварање и затварање канала врши се двојако, преко:
- волтажне контроле

Натријумски канали поседују двострука врата унутрашња и спољашња.
Када је у интрацелуларном простору наелектрисање негативно (потенцијал мировања) спољашња врата натријумских канала су затворена, а унутрашња отворена. Деполаризацијом ћелије расте потенцијал у њеној унутрашњости што доводи до отварања спољашњих врата. Сада је омогућен пролаз јонима натријума у унутрашњост ћелије. Уласком јона натријума у ћелију се она додатно деполарише што доводи и до затварања унутрашњих врата и блокирања даљег уласка натријума.
У процесу реполаризације долази до поновног успостављања негативног потенцијала у интрацелуларном простору, врата се враћају у почетни положај: спољашња затворена, а унутрашња отворена.
- хемијске контроле

Врата протеинских канала могу се отворити и везивањем неке супстанце за њих, услед промене конформације протеина. На овај начин функционишу неуротрансмитери нпр. ацетилхолин.

#### Олакшана дифузија
Код олакшане дифузије молекули се морају везати за протеинске носаче ћелијске мембране, који их променом своје конформације преведу на другу страну. Овакав транспорт се остварује пасивно (спонтано) и не долази до додатног утрошка енергије тј. довољна је само кинетичка енергија молекула.
Брзина олакшане дифузије зависи од количине супстанце, али и од количине транспортног протеина. Када се сви носачи засите брзина олакшане дифузије достиже свој максимум, за разлику од просте која нема максимум већ може неограничено расти.
Најзначајнија супстанца која пролази мембрану методом олакшане дифузије је глукоза. Хормон инсулин повећава количину транспортних протеина за глукозу у ћелијској мембрани и тако убрзава ресорпцију глукозе.

### Осмоза
Пошто је ћелијска мембрана полупропустљива у одређеним случајевима може доћи до разлике у осмоларности између екстра и интрацелуларног простора. Када се то догоди долази до кретања воде са места мање осмоларности, до места веће осмоларности кроз ћелијску мембрану. Хиперосмоларност у унутрашњости ћелије доводи до уласка воде у ћелију (кроз поменуте протеинске канале), ћелија бубри, у крајњем случају може доћи и до њеног пуцања. Уколико је осмоларност већа споља онда вода напушта ћелију и она се смежура. Овај процес кретања воде (као растварача) назива се осмоза.

### Активни транспорт
Понекад је потребно транспортовати неку супстанцу насупрот концентрационог или електрохемијског градијента, односно са места мање концентрације на место веће концентрације (узбрдо). Јасно је да се овај процес никада не одвија спонтано, већ захтева утрошак додатне енергије. Ово је чест случај за јоне калијума и натријума. У унутрашњости ћелије је висока концентрације јона калијума, а споља ниска. За натријумове јоне важи обрнуто. Овакав распоред је од великог значаја за настанак потенцијала мировања. Оваква концентрација јона се постиже дејством пумпе за натријум и калијум односно натријум-калијум-АТПазае. Као извор енергије ова пумпа користи АТП. Постоје и други енергетски извори за активни транспорт. Према извору енергије активни транспорт је подељен на примарни и секундарни.

#### Примарни активни транспорт
Код примарног активног транспорта енергија се добија разлагањем АТП-а, при чему настаје АДП и ослобађа се енергија.
АТП → АДП + Е
АДП → АМП + Е
У супстанце које се транспортују примарним активним транспортом спадају: натријум, калијум, калцијум, водоник, хлорид...
- Најбитнији транспортни механизам ове групе је пумпа за натријум и калијум. Ова пумпа постоји у свим ћелијама и одговорна је за одржавање концентрационе разлике кроз ћелијску мембрану, осмотског притиска и успостављање мировног потенцијала. Она је изграђена од четири протеинска молекула: 2 веће α подјединице и 2 мање ß подјединице. Пумпа поседује три рецепторска места за јоне натријума на делу пумпе окренутом унутрашњости ћелије; два рецепторска места за калијумове јоне на спољашњем делу и део који везује АТП. Када се 3 натријумова јона вежу за унутрашње рецепторе, а 2 за спољашње активира се разлагање молекула АТП-а. Овим разлагањем се ослобађа енергија која мења конформацију пумпе, па се натријумови јони премештају на спољни део и избацују из ћелије, а калијумови убацују у унутрашњост ћелије.
- Још један битни механизам примарног активног транспорта је калцијумска пумпа. У интрацелуларном простору се калцијумови јони одржавају у врло ниској концентрацији, док је споља њихова концентрација више од 10.000 пута већа. Овакве пумпе налазе са у ћелијској мембрани, али и на неким органелама као нпр. на митохондријама и саркоплазматском ретикулум (код мишићних ћелија).
- Примарни активни транспорт водоникових јона

Врши се у жлездама желуца у паријеталним ћелијама и дисталним тубулима бубрега.
Паријеталне ћелије желуца активно секретују водоникове јоне у спољашњу средину (у лумен желуца) и могу повећати њихову концентрацију у спољашњости чак 1.000.000 пута. Ту се водоникови јони везују са хлоридним јонима и ствара се желудачна киселина (хлороводонична киселина).
У бубрежним каналићима се такође водоникови јони активно секретују у њихов лумен, чиме се елиминишу киселине из организма и омогућава ресорпција бикарбоната, што игра улогу у регулацији pH вредности тела.

#### Секундарни активни транспорт: котранспорт, контратранспорт
Секундарни активни транспорт је један облик активног транспорта при коме се енергија не добија разлагањем енергетских једињења као нпр. АТП, већ се транспорт обавља заједно са неким другим видом транспорта (примарним активним транспортом). Постоји у виду котранспорта и контратранспорта.
Када се примарним активним транспортом (натријум-калијум пумпа) створи велика разлика у концентрацији јона са обе стране ћелијске мембране онда се такав потенцијал може искористити за транспорт неке друге супстанце.
- котранспорт

У спољашњости је концентрација натријумових јона (због рада поменуте пумпе) доста већа и сада они природно теже да уђу у унутрашњост ћелије. Тај потенцијал може се искористити да се заједно са њима пребаци још нека супстанца у унутрашњост ћелије. Да би натријум вукао неку супстанцу са собом потребно их је повезати. То се постиже посредством неких транспортних протеина ћелијске мембране. Када се обе супстанце вежу, долази до промене конформације протеина и поменуте супстанце се убацују у унутрашњост.
На овај начин секундарним активним транспортом транспортују се супстанце као глукоза и аминокиселине насупрот великом концентрационом градијенту.
Ти системи су натријум-глукоза котранспортни систем и натријумски транспортни системи за аминокиселине (има их 5 врста). Ови системи су нарочито заступљени у ћелијама црева и бубрега.
Битни котранспортни системи су још и: натријумско-калцијумски котранспортни систем, натријумско-водонични котранспортни систем, калијумско-хлоридни котранспортни систем и натријумско-калијумски дихлоридни котранспортни систем
- контратранспорт

Код овог транспорта натријумови јони поново теже да дифундују у унутрашњост ћелије, али се сада такав потенцијал искористи за транспорт неке супстанце из унутрашњости ћелије у спољашњу средину, дакле у супротном смеру. Такође је за овај вид транспорта потребан протеински носач.

## Ендоцитоза
Веома велике честице улазе у ћелију захваљујући посебној функцију ћелијске мембране која се зове ендоцитоза. Постоје две врсте ендоцитозе: пиноцитоза и фагоцитоза.

### Пиноцитоза
Дословно значи ћелија пије. Пиноцитоза се среће код свих ћелија, а посебно је изражена код одбрамбених ћелија-макрофага. Пиноцитозом улазе у ћелију крупни молекули као нпр. протеини. Овакви протеини се обично вежу за рецепторе на површини ћелијске мембране. Испод рецептора налазе у извесним удубљењима контрактилни протеини: клатрин, актин и миозин. Контракцијом ових влакана долази до инвагинације ћелијске мембране, настаје удубљење чији се супротни крајеви спајају и супстанца се налази у везикули у цитоплазми ћелије. Овај процес захтева енергију из АТП-а.

### Фагоцитоза
Дословно значи ћелија једе.
Одвија се исто као и пиноцитоза, само што су честице још веће, па се чак и читаве ћелије могу фагоцитовати. Постоје ћелије које су се специјализовале за фагоцитозу, а то су макрофаги и неутрофили. Ове ћелије врше одбрамбене функције и могу фагоцитовати разне бактерије.
Фагоцитоза почиње када се протеини и полисахариди који се нпр. налазе на површини бактерија, вежу за одговарајуће рецепторе фагоцита. Овај процес може бити олакшан супстанцама које врше опсонизацију. Такве супстанце су антитела и компоненте система комплемената. Оне облажу бактерије и друге антигене и везују се за рецепторе на фагоцитима, што олакшава фагоцитозу.
Када се вежу за мембрану, онда се контракцијом поменутих протеинских влакана мембрана инвагинише и окружује бактерију. Бактерија се сада налази у фагоцитној везикули у цитоплазми ћелије. Ова везикула це спаја са лизозомом, који садржи ензиме за варење и бактерија се убија и вари.